# Yoshiki Tanaka
Dr. Yoshiki Tanaka (田中 芳樹 Tanaka Yoshiki?), nacido 22 de octubre de 1952) es un novelista japonés. Nació en la prefectura de Kumamoto y tomó su título de doctorado en Lengua japonesa y Literatura en la Escuela de Graduados de la Universidad de Gakushuin en Tokio.
Sus principales obras incluyen las series de novela fantástica Arslan Senki (ア ル ス ラ ー ン 戦 記), también conocida como La Heroica Leyenda de Arslan, y la serie de novelas de space opera-ciencia ficción titulado Ginga Eiyū Densetsu (銀河 英雄 伝 説), también conocida como La Leyenda de los Héroes de la Galaxia, los cuales fueron adaptados como el anime y el manga. También obras incluyen obras de fantasía de la serie de novelas Sohryuden: La leyenda de los Reyes Dragón (創 竜 伝) que también fue adaptado como anime.
Tanaka es un ávido fanático de la historia de china y escribe algunas novelas ambientadas en China. También publicó dos traducciones dispuestas de la literatura china: "Sui Tang Yanyi" (隋唐演義, "Historias de las dinastías Sui y Tang") y "Shuo Yue Quan Zhuan" (說 岳 全 傳, "Contar la biografía completa de Yue Fei ") como" Gakuhi-den "(岳飛 伝," La historia de Yue Fei ").

## Obras
- Legend of the Galactic Heroes (Ginga eiyū densetsu 銀河英雄伝説, 1981–1987)
- The Heroic Legend of Arslan (Arslan Senki アルスラーン戦記, 1986–2017)
- Sohryuden: Legend of the Dragon Kings (Sohryuden 創竜伝, 1987–publicándose)
- Yakushiji Ryōko no Kaiki Jikenbo (薬師寺涼子の怪奇事件簿, 1996–2010)
- Tytania (タイタニア, 1988–1991)
- Ambition Waltz (Yabou Enbukyoku 野望円舞曲, coautor con Yuki Oginome)

## Premios
- 1988 Seiun Award por Legend of the Galactic Heroes

- Datos: Q1196609